# Diecéze mendeská
Diecéze mendeská (lat. Dioecesis Mimatensis, franc. Diocèse de Mende) je starobylá francouzská římskokatolická diecéze, založená ve 3. století. Leží na území departementu Lozère, jehož hranice přesně kopíruje. Sídlo biskupství a katedrála Notre-Dame-et-Saint-Privat de Mende se nachází v Mende. Diecéze je součástí marseillské církevní provincie.
Od 16. ledna 2007 je diecézním biskupem Mons. François Jacolin.

## Historie
Biskupství v Mende bylo založeno v průběhu 3. století, nebo 4. století.
V důsledku konkordátu z roku 1801 bylo 29. listopadu 1801 bulou papeže Pia VII. Qui Christi Domini zrušeno velké množství francouzských diecézí, mezi nimi také diecéze alèská a diecéze vivierská, jejichž území bylo zcela (resp. v případě diecéze alèské zčásti) včleněno do diecéze mendeské. Diecéze vivierská byla 6. října 1822 obnovena.
Od 8. prosince 2002 je diecéze mendeská sufragánem montpellierské arcidiecéze; do té doby byla sufragánní diecézí arcidiecéze Albi.

## Svatí a blahoslavení diecéze Mende
Svatí a blahoslavení diecéze Mende:
- svatý Firmin z Mende
- svatý Ilpide
- svatý Privat z Mende, patron diecéze
- svatý Frézal z Gévaudan
- svatý Véran z Cavaillonu
- svatý Hilaire z Mende
- svatá Énimie
- svatý Louvent
- blahoslavený Urban V., papež